# Jiří Stanislav Guth-Jarkovský
Jiří Stanislav Guth-Jarkovský, né sous le nom de Jiří Guth le 23 janvier 1861 à Heřmanův Městec et mort le 8 janvier 1943 à Nachod, est une personnalité du sport tchécoslovaque.
Il est au cours de sa vie éducateur, officiel sportif ou encore écrivain. Il est également l'un des fondateurs du Comité international olympique et co-auteur de la charte olympique. Entre 1919 et 1923, il est secrétaire général du Comité international olympique. Entre 1899 et 1929, il est le premier président du comité olympique tchèque ainsi que le président-fondateur de l'Union athlétique amateur tchèque.

## Biographie

### Enfance
Jiří Guth est le fils de Karel Guth et de son épouse Barbora, née Bařinová, dans la nuit du 23 au 24 janvier 1861,.
Il est baptisé sous le nom de Jiří Karel Guth et il ne changera officiellement son nom en Jiří Stanislav Guth-Jarkovský qu'en 1919.
Il a trois frères : deux sont médecins et le troisième est un conseiller de la cour provinciale.
De 1870 à 1878, il étudie au lycée de Rychnov nad Kněžnou. Il étudie ensuite la philosophie, les mathématiques et la physique à Prague. En 1883, il obtient son doctorat en philosophie (cs) à l'Université Charles de Prague.

### Pédagogue
Après avoir obtenu son diplôme universitaire, il  devient précepteur des fils du prince Schaumburg-Lippe et il vit à Náchod, Ratibořice (cs) et en Suisse. Il voyage avec la famille princière à travers l'Europe, l'Afrique, l'Asie et l'Amérique du Nord.
À partir de 1888, il enseigne dans des lycées à Prague (le Akademické gymnázium Štěpánská (cs), le Jiráskovo gymnázium Resslova (cs), Reálné gymnázium v Truhlářské (cs) ainsi qu'au Minerva (lycée des filles) (cs)) ainsi qu'à Klatovy.

### Activités sportives

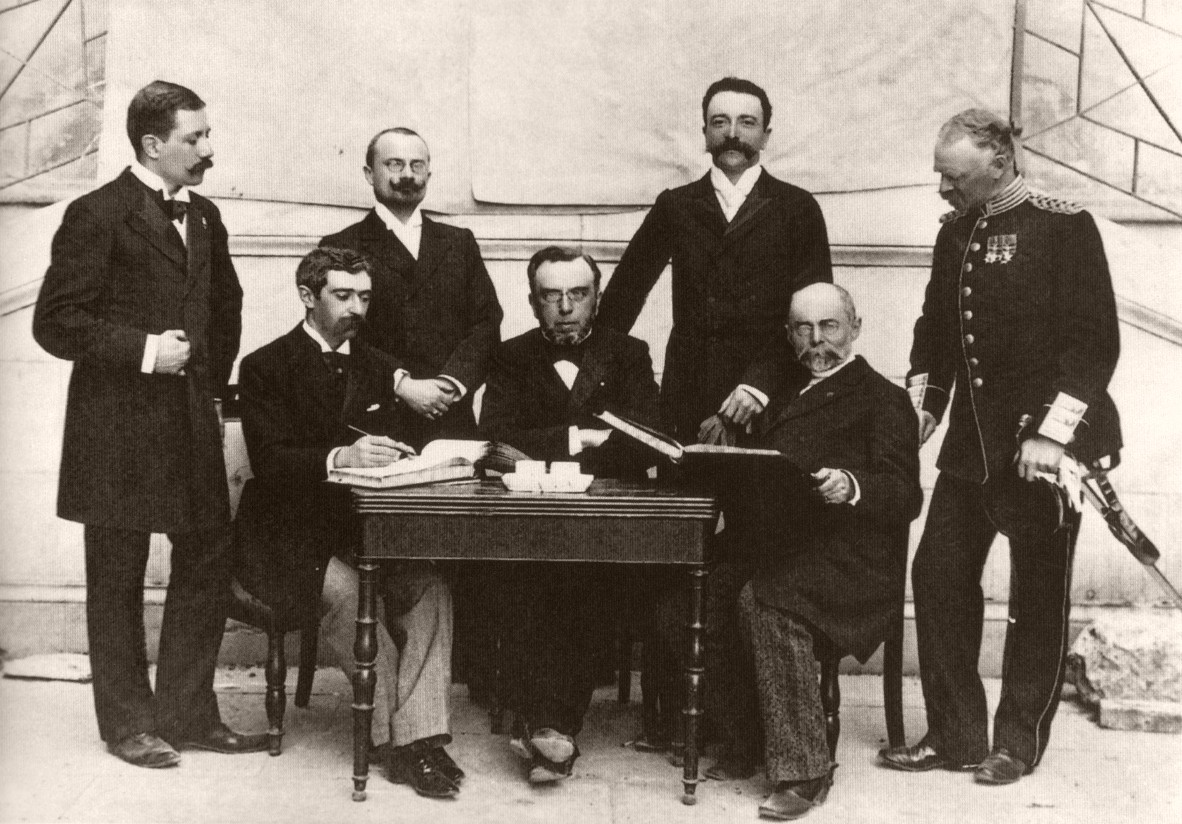
Une partie du premier Comité international olympique : debout : Gebhardt (Allemagne), Guth-Jarkovsky (Bohême), Kemeny (Hongrie), Balck (Suède) ; assis : Coubertin, Vikélas au centre, Boutowsky (Russie). Photographie d'Albert Meyer.

De 1896 à 1897, Jiří Stanislav Guth-Jarkovský collabore avec Josef Rössler-Ořovský (cs) sur la possibilité de créer le Comité olympique tchèque. Ils échouent dans un premier temps mais ils fondent l'Union athlétique amateur tchèque. Cette association est présidée par Jiří Stanislav Guth-Jarkovský puis par Josef Rössler-Ořovský. En 1899, les deux hommes parviennent à créer le Comité olympique tchèque.
Dès 1899, les Tchèques Josef Rössler-Ořovský (cs) et Jiří Stanislav Guth-Jarkovský (membres du CIO) proposent à Pierre de Coubertin d'inclure des sports d'hiver au programme olympique mais celui-ci refuse.

### Au service de la Tchécoslovaquie
En 1919, Jiří Stanislav Guth-Jarkovský est nommée dans le cabinet du président de la République. Il travaille notamment pour le président Tomáš Masaryk sur la création de l'Ordre du Lion blanc et au Château de Lány (de). C'est à ce moment qu'il devient franc-maçon.
Il prend sa retraite en 1925.

### Vie familiale et mort
Le 7 août 1897, il épouse Anna Černá (18 juin 1875 - 3 juin 1928), fille du directeur du lycée de Roudnice nad Labem. Le couple a un fils unique, Gaston (27 mai 1898 - 18 mars 1974).
À partir de 1932, il confie ses archives au Musée national de Prague, déménage à Náchod et il continue à participer aux réunions du CIO.
Il meurt d'un accident vasculaire cérébral à Náchod et est enterré dans la tombe de la famille dans le cimetière d'Olšany à Prague. Il est enterré selon les rites maçonniques.

## Reconnaissance

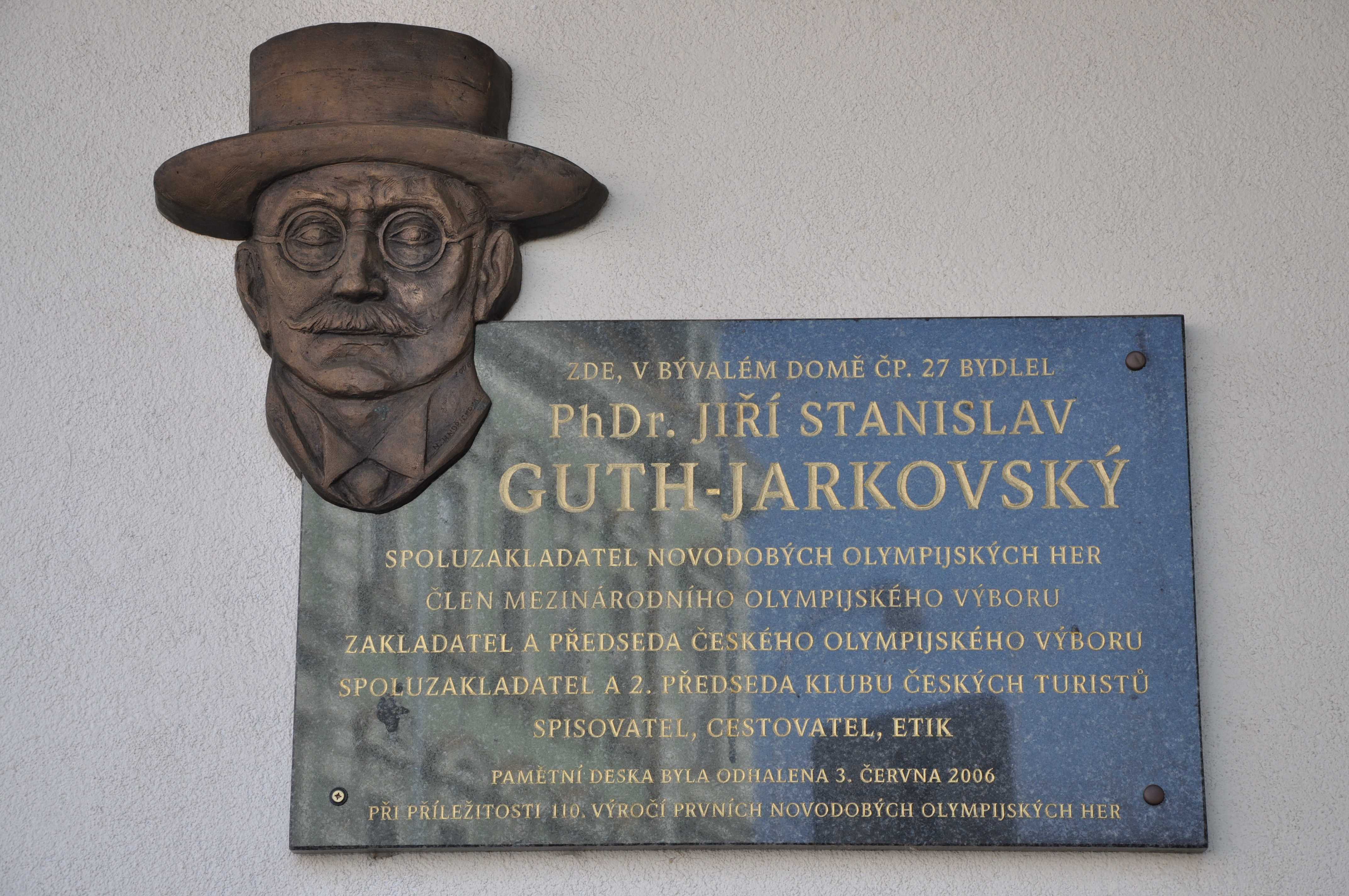
Un plaque en hommage à Jiří Stanislav Guth-Jarkovský à Kostelec nad Orlicí.

Depuis 1934, le Comité olympique tchécoslovaque décerne chaque année le prix Jiří Guth-Jarkovsky (cs) aux personnalités les plus importantes du sport tchécoslovaque.
Il est membre du Temple de la renommée du Czech Tourist Club (en).